# 1991年上海
|        | 上海历史 |
| 世紀： | 19世紀上海 \| 20世紀上海 \| 21世紀上海                                                                                     |
| 年代： | 1960年代上海 \| 1970年代上海 \| 1980年代上海 \| 1990年代上海 \| 2000年代上海 \| 2010年代上海 \| 2020年代上海               |
| 年份： | 1987年上海 \| 1988年上海 \| 1989年上海 \| 1990年上海 \| 1991年上海 \| 1992年上海 \| 1993年上海 \| 1994年上海 \| 1995年上海 |
| 紀年： | 辛未年（羊年）、上海开埠148周年、上海设市64周年                                                                            |

## 主要官员

### 党委
- 市委书记：朱镕基→吴邦国

### 人大
- 人大常委会主任：叶公琦

### 政府
- 市长：朱镕基→黄菊

### 法院
- 院长：顾念祖

### 检察院
- 检察长：石祝三

### （党）纪委
- 书记：张定鸿

### 政协
- 主席：谢希德

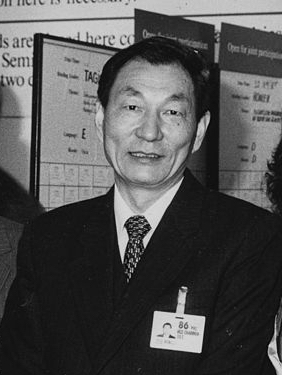
市委书记、市长朱镕基
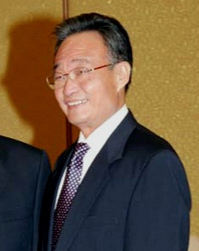
市委书记吴邦国
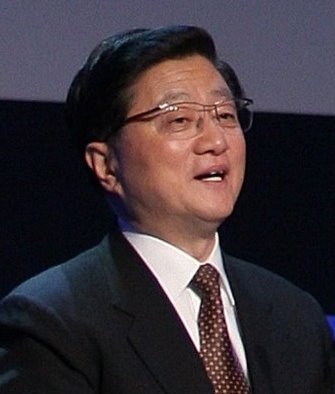
市长黄菊